# Honolulu
Honolulu je hlavní a největší město amerického státu Havaj, které se rozkládá na jihovýchodním pobřeží ostrova Oʻahu, uprostřed Tichého oceánu. Jako nezačleněné město a zároveň okres, Honolulu představuje nejzápadnější a nejjižnější velké město Spojených států, což mu dodává unikátní postavení. Město slouží jako klíčová brána do Havaje a zároveň je významným centrem obchodu, financí, turistiky a vojenské obrany jak pro stát, tak pro celou Oceánii. Výjimečný charakter města je umocněn jeho rozmanitou demografií a kulturou, ve které se snoubí prvky asijských, západních a tichomořských tradic.
Název Honolulu, což v havajštině znamená "chráněný přístav" nebo "klidný přístav", odráží jeho historický význam jako bezpečného útočiště pro lodě. Oblast známá jako Kou, která zahrnuje část dnešního centra města, byla historickým jádrem, jež definovalo město jako významný přístav v regionu. Od roku 1845, kdy se stalo hlavním městem nejprve nezávislého Havajského království a později, od roku 1898, území a státu USA, si Honolulu udrželo svou klíčovou roli v historii a rozvoji Havajských ostrovů. Jeho globální význam byl ještě umocněn po útoku na Pearl Harbor 7. prosince 1941, což představovalo klíčový moment, jenž vtáhl Spojené státy do druhé světové války. Dnes je Pearl Harbor domovem Tichomořské flotily Spojených států, největšího námořního velitelství na světě.
Díky svému příznivému tropickému klimatu, nádherným přírodním sceneriím a rozsáhlým plážím se Honolulu stalo vyhledávanou světovou turistickou destinací. S více než 2,7 miliony návštěvníků v roce 2019 se řadí mezi nejnavštěvovanější města ve Spojených státech, hned po městech jako New York, Miami, Los Angeles, Orlando, San Francisco a Las Vegas.

## Demografie
Podle sčítání lidu z roku 2020 zde žilo 350 964 obyvatel. Z nich byla více než polovina asijského (především japonského, filipínského nebo čínského) původu.

### Rasové složení
- 17,9% Bílí Američané
- 1,5% Afroameričané
- 0,2% Američtí indiáni
- 54,8% Asijští Američané
- 8,4% Pacifičtí ostrované
- 0,8% Jiná rasa
- 16,3% Dvě nebo více ras

Obyvatelé hispánského nebo latinskoamerického původu, bez ohledu na rasu, tvořili 5,4% populace.

## Historie

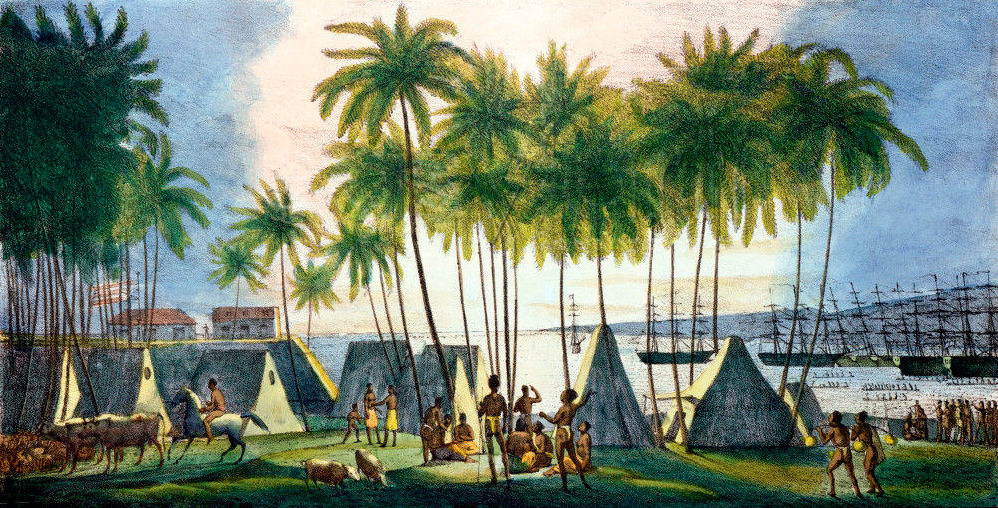
Přístav Honolulu, jak jej v roce 1816 zachytil Louis Choris, umělec německo-ruského původu.

Historie Honolulu je bohatá a rozmanitá, sahající až do období, kdy první polynéský přistěhovalci připluli na tyto břehy. Dle ústních předání a archeologických nálezů se usuzuje, že v oblasti dnešního Honolulu existovala osada již v 11. století. Klíčovým momentem v historii ostrova O'ahu bylo dobytí Kamehamehou I. v bitvě u Nuʻuanu v roce 1804, po kterém byl jeho královský dvůr přesunut z ostrova Havaj do Waikiki a následně v roce 1809 do oblasti, kde se dnes rozkládá centrum Honolulu. Hlavní město bylo krátce přesunuto zpět do Kailua-Kony v roce 1812.
Prvním zaznamenaným příjezdem cizince do přístavu, který by se stal známým jako Honolulu, byla návštěva kapitána Williama Browna z Velké Británie v listopadu 1794. Následující období přílivu zahraničních lodí proměnilo Honolulu v klíčový přístav pro obchod mezi Severní Amerikou a Asií. To přispělo k rychlému rozvoji osady na město, zvláště poté, co si ji Kamehameha I. vybral jako svou rezidenci v roce 1810.

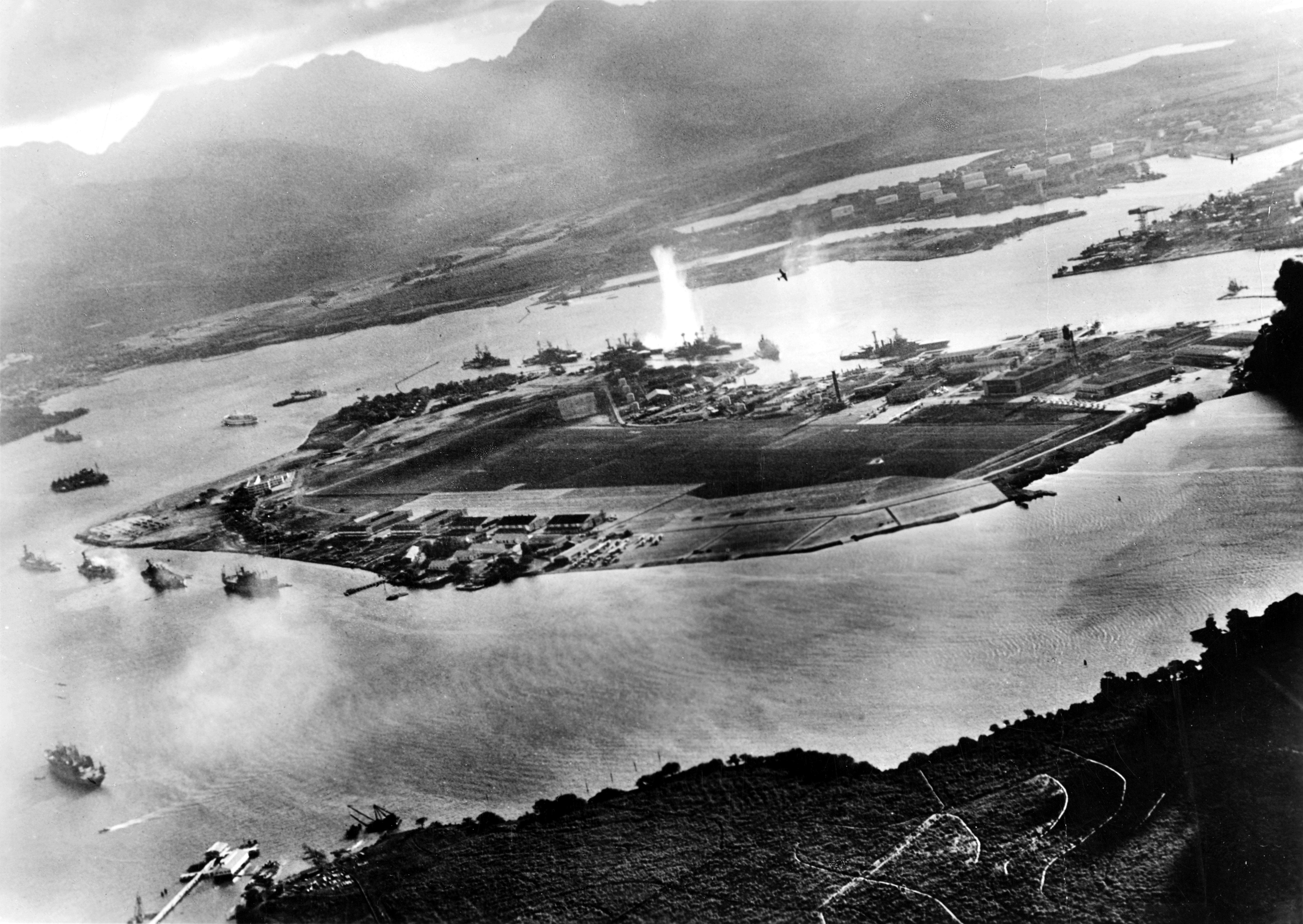
Pohled na útok na Pearl Harbor v roce 1941 z japonských letadel.

V roce 1850 pak Kamehameha III. učinil z Honolulu trvalé hlavní město Havajského království, přičemž z Lahainy na Maui bylo hlavní město přemístěno do více strategické lokality. Tento krok dal impuls k transformaci Honolulu na moderní metropoli, včetně výstavby významných staveb jako jsou katedrála svatého Ondřeje, palác ʻIolani a Aliʻiōlani Hale. Město se stalo nejen politickým a administrativním centrem, ale i obchodním srdcem ostrovů, s velkými podniky založenými potomky amerických misionářů.
I přes neklidné události na přelomu 19. a 20. století, včetně svržení havajské monarchie, anexe Spojenými státy, velkého požáru v roce 1900 a útoku na Pearl Harbor v roce 1941, zůstalo Honolulu hlavním městem a největším městem na Havajských ostrovech, s klíčovým letištěm a námořním přístavem.
Růst státu po jeho začlenění do USA přinesl ekonomický a turistický rozmach, který znamenal rychlý ekonomický růst pro Honolulu a celé Havaje. Moderní letecká doprava umožnila, že od roku 2007 přijíždí na ostrovy každý rok 7,6 milionu návštěvníků, z nichž 62,3 % přilétá na mezinárodní letiště v Honolulu. Dnešní Honolulu je dynamické moderní město plné výškových budov, zatímco Waikiki je turistickým centrem Havaje, nabízející tisíce hotelových pokojů.

## Galerie

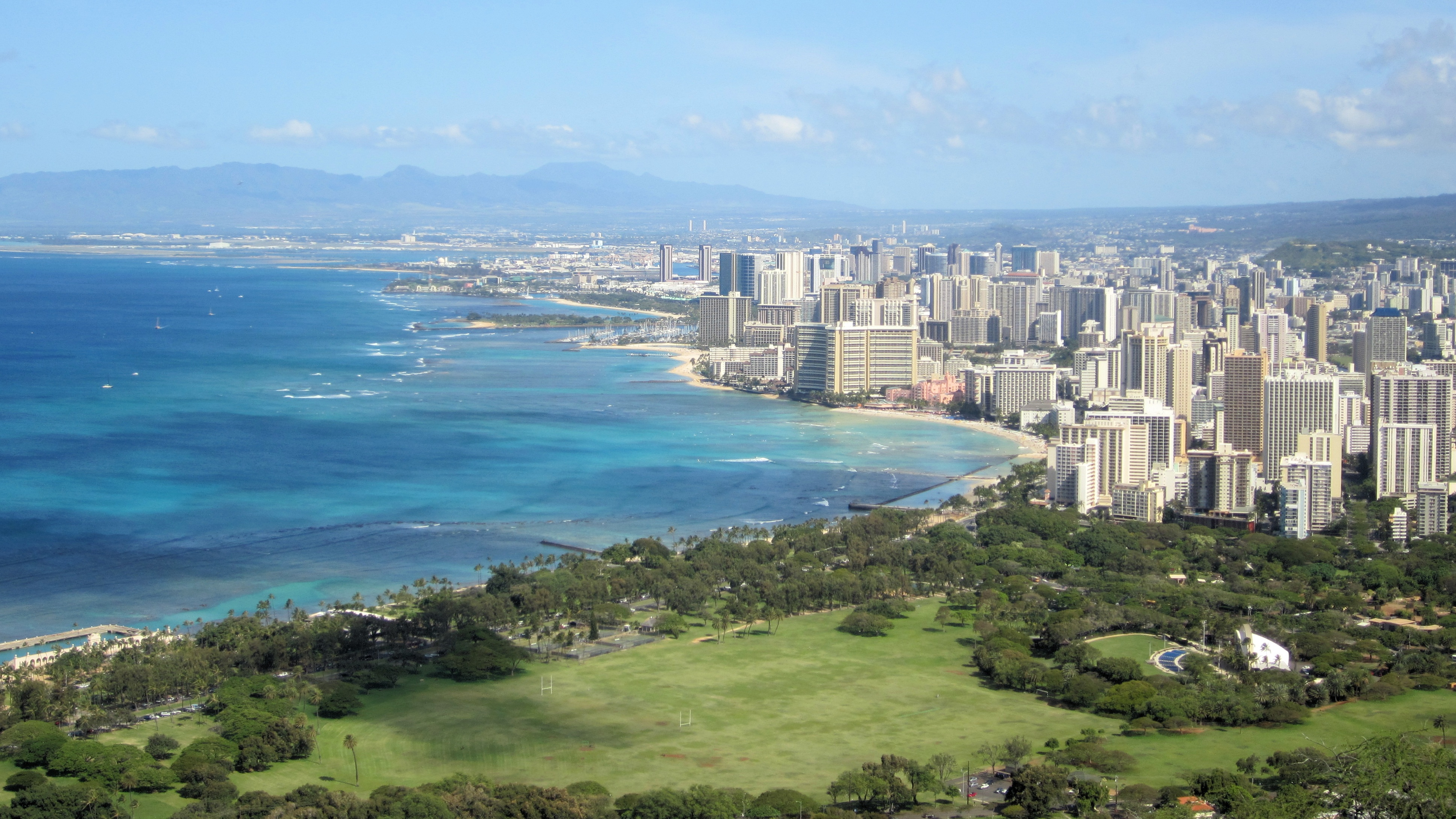
Panorama města
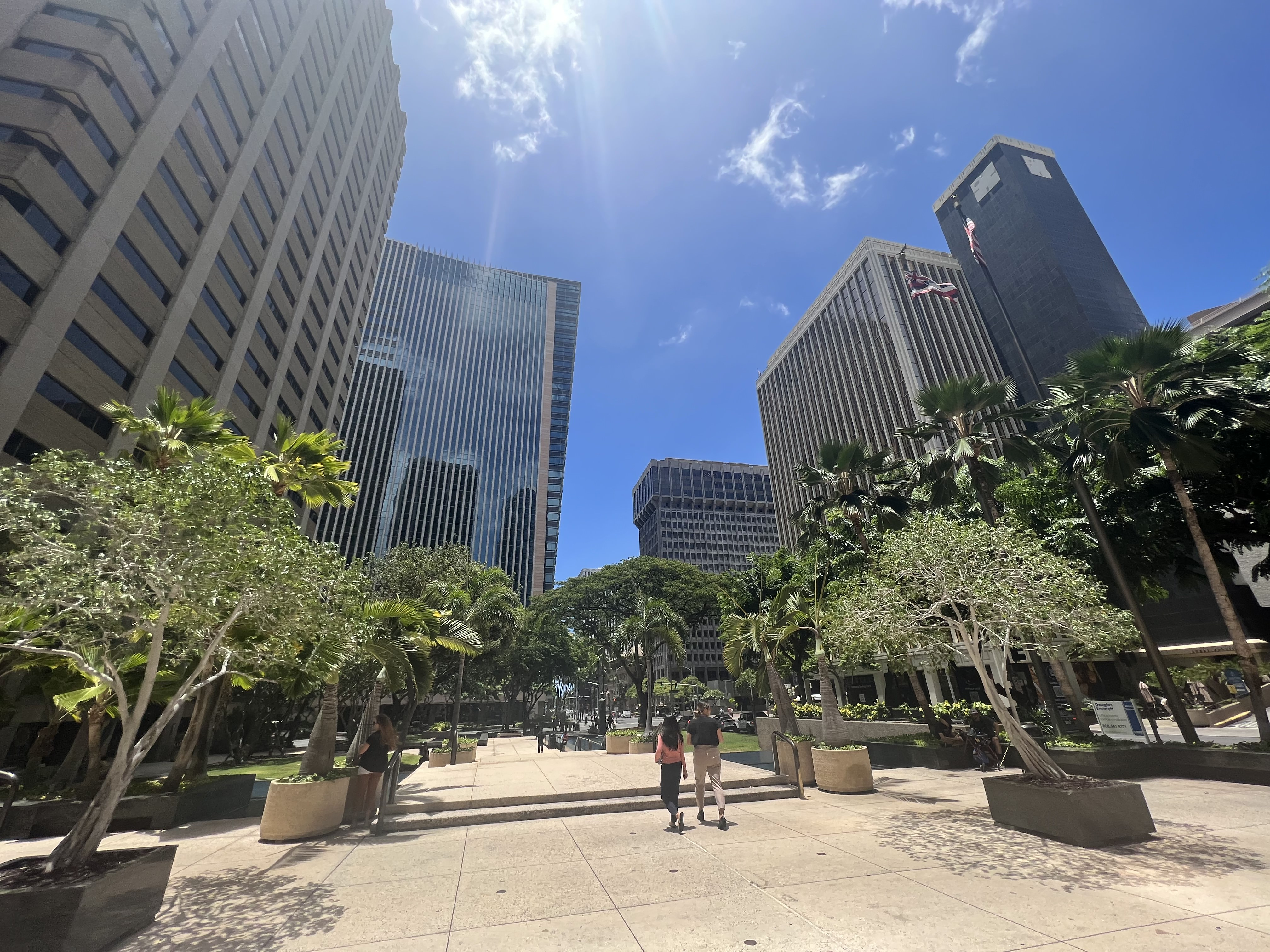
Centrum města
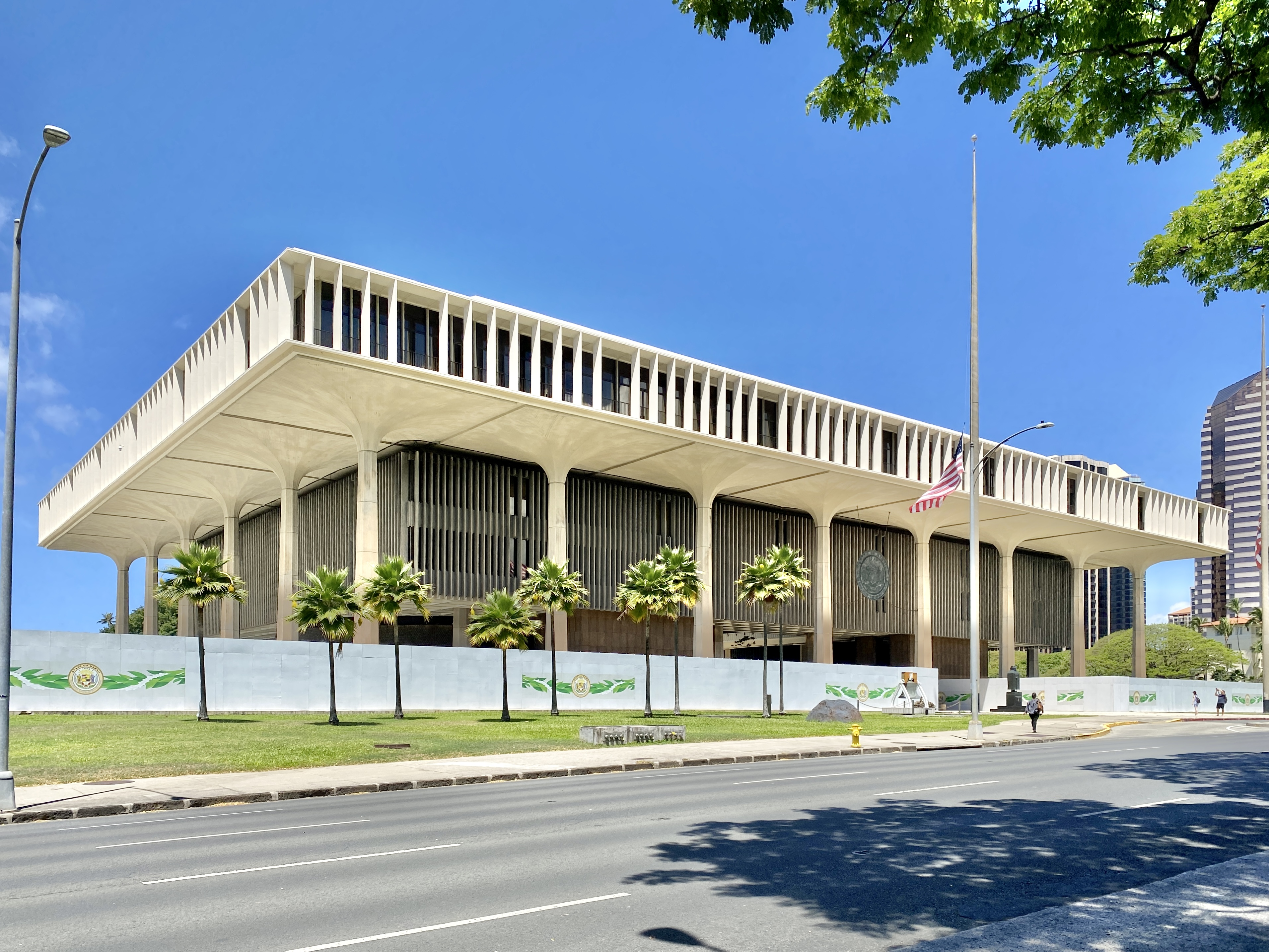
Havajský státní kapitol
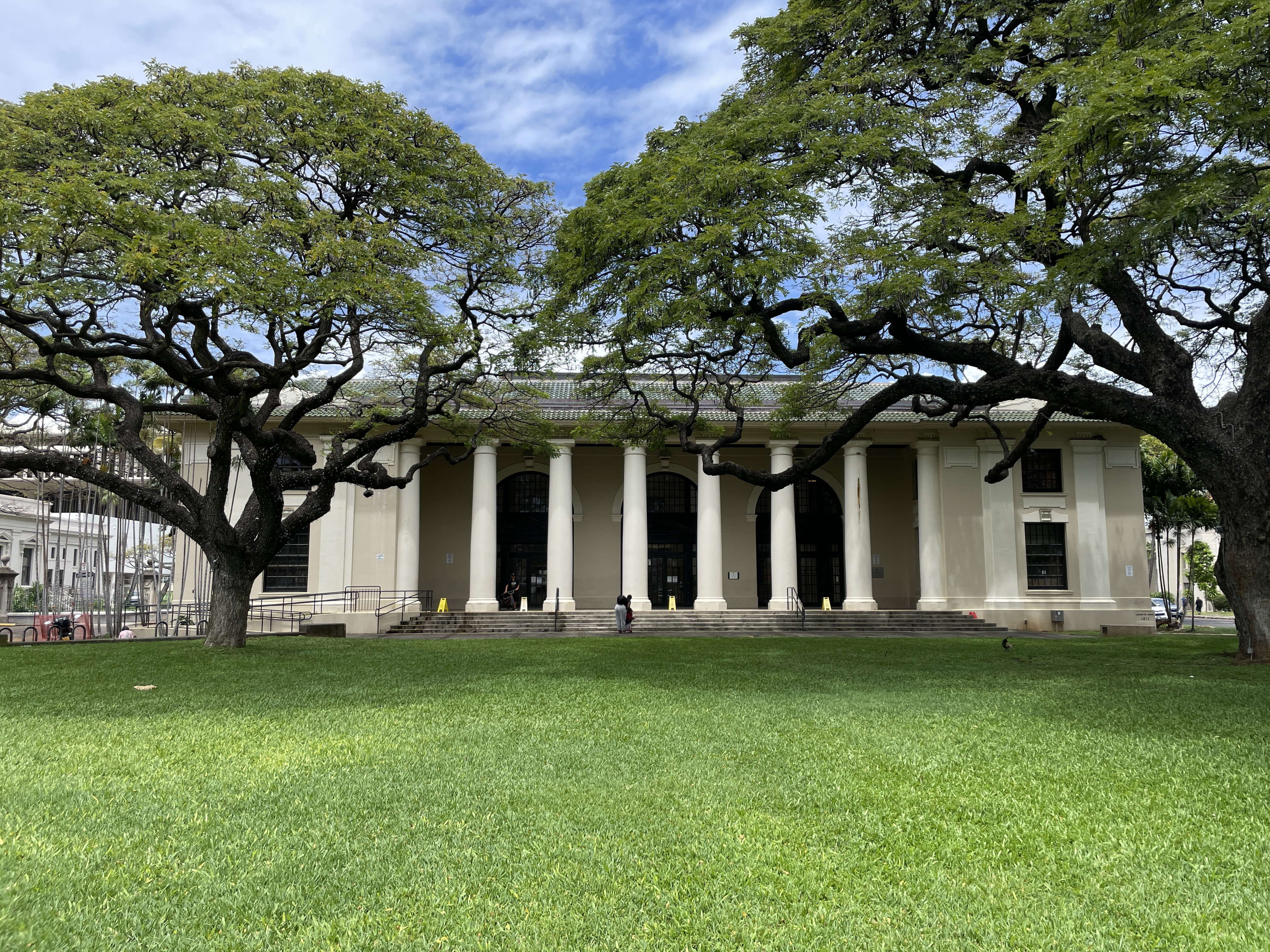
Havajská státní knihovna

## Rodáci
- Kamehameha V. (1830–1872), král Havajských ostrovů od roku 1863 až do své smrti
- Kalākaua (1836–1891), král Havajských ostrovů od roku 1874 až do své smrti
- Liliuokalani (1838–1917), královna Havajských ostrovů v letech 1891–1893
- Hiram Bingham (1875–1956), americký cestovatel, politik a vysokoškolský profesor
- Duke Kahanamoku (1890–1968), americký sportovec, plavec, surfař, držitel pěti olympijských medailí
- Daniel Akaka (1924–2018), americký politik, senátor Senátu USA za stát Havaj v letech 1990–2013
- Daniel Inouye (1924–2012), americký politik, senátor Senátu USA za stát Havaj v letech 1963–2012
- Lois Lowryová (* 1937), americká spisovatelka
- Bette Midler (* 1945), americká zpěvačka a herečka
- Barack Obama (* 1961), americký právník a politik, bývalý prezident USA v letech 2009–2017
- Arthur Leigh Allen (1933–1992), hlavní podezřelý v případu amerického sériového vraha Zodiaka
- Israel "IZ" Kamakawiwoʻole (1959–1997), hudebník, který hrál na ukulele
- Kelly Prestonová (1962–2020), americká herečka a modelka, manželka herce Johna Travolty
- Mike Starr (1966–2011), americký hudebník, baskytarista skupiny Alice in Chains
- Lauren Graham (* 1967), americká herečka a spisovatelka
- Nicole Kidmanová (* 1967), americko-australská herečka, držitelka Oscara
- Tia Carrereová (* 1967), americká herečka, modelka a zpěvačka
- Timothy Olyphant (* 1968), americký herec
- Kelly Hu (* 1968), americká herečka, bývalá modelka a Miss Teen USA 1985
- Nicole Scherzingerová (* 1978), americká zpěvačka, tanečnice, frontmanka skupiny Pussycat Dolls
- Shannyn Sossamon (* 1978), americká herečka
- Maggie Q (* 1979), americká herečka a modelka
- Jason Momoa (* 1979), herec
- Bruno Mars (* 1985), zpěvák, hudební producent
- Markiplier (jménem Mark Edward Fischbach) (* 1989), youtuber s německo-jihokorejskými kořeny
- Michelle Wie (* 1989), americká profesionální golfistka
- Carissa Mooreová (* 1992), americká surfařka

## Partnerská města
- Soul, Jižní Korea
- Baku, Ázerbájdžán
- Funchal, Portugalsko
- Hirošima, Japonsko
- Rabat, Maroko
- Bombaj, Indie
- Manila, Filipíny